# Massaker von Panjiayu
Das Massaker von Panjiayu (chinesisch 潘家峪惨案, Pinyin Pānjiāyù cǎn’àn) war ein von der Kaiserlich Japanischen Armee am 25. Januar 1941 an der Bevölkerungen des Dorfes Panjiayu im Bezirk Fengrun der Stadt Tangshan in der chinesischen Provinz Hebei begangenes Massaker. 1298 Dorfbewohner wurden getötet und 98 teils schwer verletzt. Die Tragödie war ein Beispiel für die Politik der dreifachen Auslöschung der japanischen Streitkräfte im Zweiten Japanisch-Chinesischen Krieg. 
Die Stätte des Massakers von Panjiayu (Panjiayu can'an yizhi) steht seit 2006 auf der Liste der Denkmäler der Volksrepublik China (6-901).